# Makalata obscura
Makalata obscura är en däggdjursart som först beskrevs av Wagner 1840.  Makalata obscura ingår i släktet Makalata och familjen lansråttor. Inga underarter finns listade i Catalogue of Life.
Enligt Johann Andreas Wagners beskrivning från 1840 förekommer arten någonstans i Brasilien. Nyare studier som kan bekräfta uppgiften saknas. Avhandlingar från 2015 och 2016 utpekar delstaterna Pará eller Maranhão som den möjliga platsen. Året 1848 samlades några fler exemplar av Johann Baptist von Spix och de beskrevs sedan av George Robert Waterhouse. Dessa exemplar finns inte heller kvar.